# المنتصر بالله الساماني

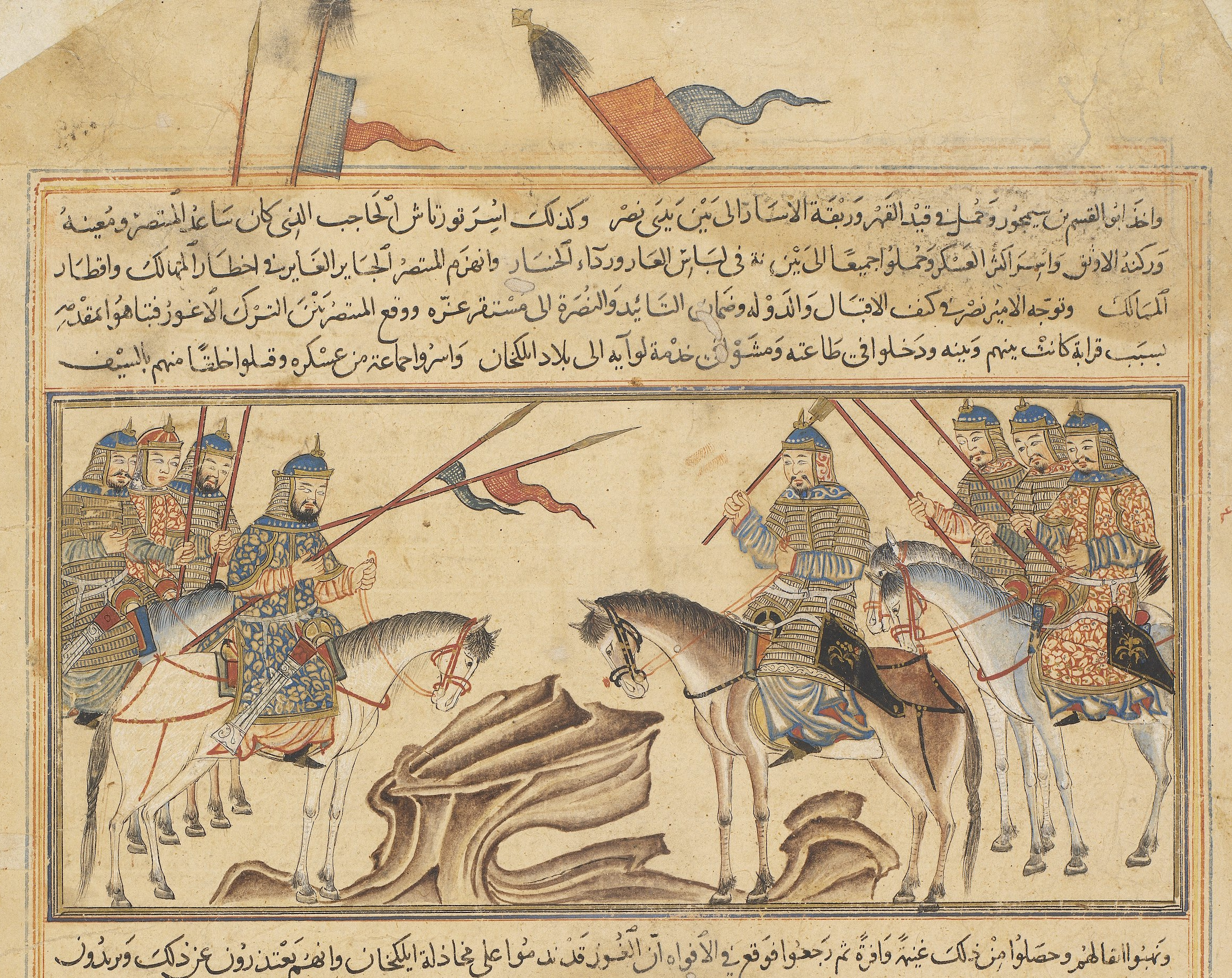

إسماعيل بن نوح بن منصور (نحو 340 هـ - 951م / 395 هـ - 1005م)، المنتصر الساماني، من بني أسد بن سامان: آخر ملوك الدولة السامانية في ما وراء النهر.
ظهر بعد انقراض دولتهم، وكان سجينا مع بقية السامانيين في سجن ملك الترك إيلك خان الذي استولى على بخارى (عاصمة الدولة السامانية) وأذهب ريحها سنة 390 هـ. واحتال المنتصر الساماني للفرار من سجنه، فلبس رداء جارية كانت تخدمه وخرج، فاختبأ في بخارى.
ثم قصد خوارزم سنة 391 هـ وتلقب بالمنتصر، فذاع خبره وأقبلت عليه بقايا القواد والأجناد من أنصار الدولة السامانية، وكان قوي العزيمة، فأغار على بخارى فاحتلها.
نشبت معارك شديدة معظمها بينه وبين إيلك خان انتهت بتفرق أنصار إسماعيل عنه، فنزل حيا من أحياء البربر، فعرفوه، وكانوا موالين ليمين الدولة (من أنصار إيلك خان) فوثبوا على إسماعيل ليلا وقتلوه. وبموته تم انقراض دولة السامانيين).